# Honeybrains
Honeybrains è un singolo del gruppo musicale britannico Royal Blood, pubblicato il 17 marzo 2022.

## Descrizione
Il brano è stato diffuso a sorpresa dal duo, che ha motivato tale scelta spiegando di voler offrire qualcosa di nuovo ai fan in occasione della tournée britannica svoltasi pochi giorni più tardi:
Musicalmente si discosta dalle sperimentazioni intraprese con il terzo album Typhoons, presentando sonorità vicine al garage rock, mentre il testo parla dell'ansia di cercare continuamente di mantenere la testa fuori dall'acqua, rendendosi conto della necessità di trovare un percorso migliore in avanti.

## Video musicale
Il video, girato interamente in bianco e nero, è stato reso disponibile in concomitanza con il lancio del singolo attraverso il canale YouTube del duo e mostra quest'ultimo eseguire il brano in una stanza a specchio.

## Tracce
1. Honeybrains – 3:06

## Classifiche
| Classifica (2022)          | Posizione massima |
| -------------------------- | ----------------- |
| Canada (rock)              | 45                |
| Regno Unito (rock & metal) | 17                |